# Nervilia shirensis
Nervilia shirensis är en orkidéart som först beskrevs av Robert Allen Rolfe, och fick sitt nu gällande namn av Rudolf Schlechter. Nervilia shirensis ingår i släktet Nervilia och familjen orkidéer. Inga underarter finns listade i Catalogue of Life.